# Paragnia fulvomaculata
Paragnia fulvomaculata là một loài bọ cánh cứng trong họ Cerambycidae.